# Oscar Flensburg (1855–1932)
Oscar Fredrik Flensburg, född 7 februari 1855 i Gävle, död 6 mars 1932, var en svensk köpman, bankman och kommunalpolitiker. Han var son till Oscar Flensburg (1820–1883).
Efter mogenhetsexamen 1874 var Flensburg verksam som köpman i Gävle från 1880 med firma F.O. Flensburg & Co. Han blev tysk vicekonsul i Gävle 1884 och konsul 1901. Han var ledamot av styrelsen för Gävle stads sparbank från 1888 och ordförande där från 1895. Han var ledamot av styrelsen för Bankaktiebolaget Stockholm-Öfre Norrlands (sedermera AB Norrlandsbankens) avdelningskontor i Gävle från 1899, verkställande direktör vid nämnda kontor från 1904 och ordförande i dess styrelse från 1910. Han var stadsfullmäktiges ordförande 1907–1919.